# Dale Shearer
Pas d'image ? Cliquez ici

a Compétitions nationales et continentales officielles uniquement.

b Matchs officiels uniquement.
Dale Shearer dit Rowdy, né le 25 juillet 1965 à St George, est un joueur de rugby à XIII australien d'origine aborigène évoluant au poste d'arrière, d'ailier, de centre ou de demi d'ouverture dans les années 1980 et 1990. Il est l'un des meilleurs joueurs de rugby à XIII de ces années là remportant notamment la Coupe du monde 1988 avec l'équipe d'Australie, le championnat australien en 1987 avec Manly-Warringah, et le State of Origin à quatre reprises.

## Palmarès
- Collectif :
  - Vainqueur de la Coupe du monde : 1988 (Australie)
  - Vainqueur du State of Origin : 1987, 1989, 1991 et 1995 (Queensland)
  - Vainqueur de la New South Wales Rugby League/l'Australian Rugby League : 1987 (Manly-Warringah).
  - Vainqueur du Championnat d'Angleterre : 1988 (Widnes).